# Pozornik poziomkowiec
Pozornik poziomkowiec (Trachys fragariae) – gatunek chrząszcza z rodziny bogatkowatych i podrodziny Agrilinae.

## Taksonomia
Gatunek ten opisany został po raz pierwszy w 1874 roku przez Charlesa N.F. Brisouta de Barneville’a.

## Morfologia
Chrząszcz o krótkim i szerokim, owalnym ciele długości od 2,25 do 2,75 mm, w całości ubarwionym czarno z umiarkowanie silnym połyskiem, z wierzchu porośniętym bardzo krótkimi, ciemnymi, niemal niewidocznymi włoskami. Głowa jest wciągnięta w przedtułów. Pośrodku czoła ma podłużny wcisk zaczynający się od brzegu nadustka i dochodzący do krawędzi przedplecza, nie osiągając jej jednak. Nadustek jest dobrze odgraniczony od czoła, płytkowaty. Czułki są krótkie, o dwóch nasadowych członach pogrubionych, a pięciu ostatnich trójkątnie rozszerzonych, tworzących piłkowaną buławkę. Przedplecze pozbawione jest podłużnej bruzdy środkowej. Pokrywy są silnie ku tyłowi zwężone, o trójkątnym wspólnym zarysie i wspólnie zaokrąglonym wierzchołku. Guzy barkowe nie formują wystającego ząbka i od wewnątrz odgraniczone są tylko delikatnym wciskiem. Przedpiersie ma wyrostek w przedniej części o brzegach bocznych rozbieżnych, pośrodku przewężony, w tyle rozszerzony. Spód odwłoka odznacza się sternitami od drugiego do czwartego z głębokimi rowkami na brzegach bocznych oraz sternitem piątym otoczonym głębokim rowkiem na krawędzi tylnej. Ostatni z widocznych sternitów jest zaokrąglony.

## Ekologia i występowanie
Owad ciepłolubny, w Europie Środkowej zasiedlający głównie murawy kserotermiczne. Larwy są oligofagicznymi endofoliofagami minującymi liście roślin z rodziny różowatych. Wśród ich gatunków żywicielskich wymienia się poziomkę pospolitą, poziomkę twardą, pięciornik rozłogowy i pięciornik wyprostowany. Postacie dorosłe zimują w ściółce lub glebie. Uaktywniają się wiosną i żyją do czerwca. Następne pokolenie owadów dorosłych opuszcza kolebki poczwarkowe w drugiej połowie lata.
Gatunek palearktyczny, znany z Portugalii, Hiszpanii, Francji, Holandii, Szwajcarii, Austrii, Włoch, Polski, Czech, Słowacji, Węgier, Białorusi, Ukrainy, Rumunii, Bułgarii, Bośni i Hercegowiny, Serbii, Czarnogóry, Grecji oraz europejskiej części Rosji. W Polsce stwierdzony został na nielicznych, rozproszonych stanowiskach. Na „Czerwonej liście gatunków zagrożonych Republiki Czeskiej” umieszczony jest jako gatunek bliski zagrożenia wymarciem (NT).